# 卢德维克·斯沃博达

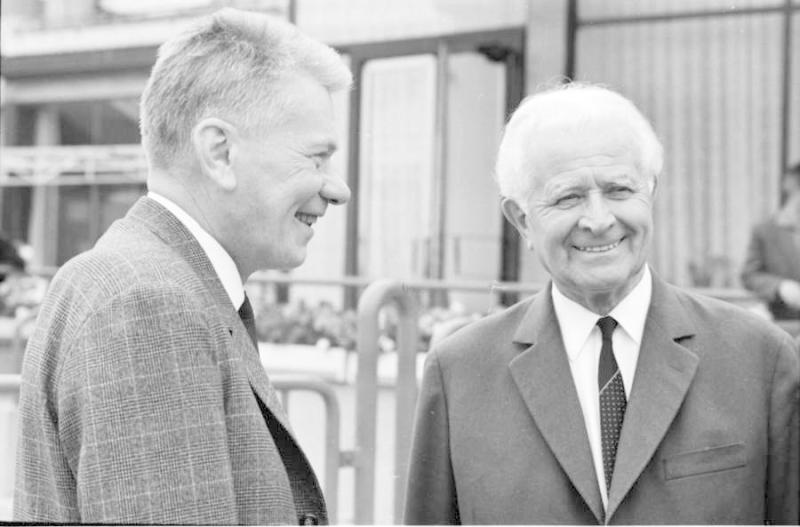
约瑟夫·斯姆尔科夫斯基和斯沃博达

卢德维克·斯沃博达（捷克語：Ludvík Svoboda，1895年11月25日—1979年9月20日），捷克斯洛伐克将领和政治家，捷克斯洛伐克总统（1968年－1975年），在1968年8月苏联军队入侵及以后期间因抵制苏联要求而大得民心。他也是两次世界大战的民族英雄。

## 生平
斯沃博达出生于奥地利帝国摩拉维亚赫罗兹涅廷。1915年应征加入奥匈帝国军队，在东线作战。后从奥匈帝国军队中逃跑，参加在俄国的捷克斯洛伐克军团，再于1920年沿西欧伯利亚铁路打回国。次年升任军官，历任连长和营长，在捷克斯洛伐克军队中逐步晋升。1931年起在赫拉尼采军事学院任教。
1939年3月德国完全占领捷克斯洛伐克以后，6月他到波兰组织捷克斯洛伐克难民部队，9月苏德第四次瓜分波兰时，他被苏军抓了起来，但在死亡威胁下越狱成功，并强行接通了莫斯科的电话申诉获得释放。后去苏联任捷克斯洛伐克第一军团司令（1944年）。1944年10月和苏军进入捷克境内，解放全国。他的勇气和个人魅力获得了苏联元帅伊万·科涅夫的高度评价，1945年8月获大将衔。
1945年捷克斯洛伐克解放后，爱德华·贝奈斯总统任命他为国防部长。他于1948年参加捷克斯洛伐克共产党。苏联和南斯拉夫分裂后，苏联在东欧大规模清洗民族主义分子，1950年斯大林一纸命令迫使他退出军队。在斯大林主义者的清洗运动中，他于1951年入狱，他拒绝了要他自杀的要求，顽强的活了下来。被释放后默默无闻，后来苏联共产党第一书记尼基塔·赫鲁晓夫提出询问，才使他恢复公职，为军事题材作家，并在1955年－1959年任哥特瓦尔德军事学院院长。1959年退休，1965年11月获苏联英雄和捷克斯洛伐克社会主义共和国英雄称号。
1968年保守派安东宁·诺沃提尼政府倒台，斯沃博达经新任捷克斯洛伐克共产党第一书记亚历山大·杜布切克等人推荐，于3月1日当选总统。8月苏军出兵镇压布拉格之春运动，他考虑到力量悬殊，下令部队不许抵抗。他抵制了苏联的种种要求，到莫斯科和苏联领导人勃列日涅夫谈判，努力使在1968年8月苏军入侵时被捕的杜布切克等人获释。后来他成了古斯塔夫·胡萨克全面掌权的障碍，1975年被迫因健康原因离职。1979年9月20日在布拉格去世。
天鹅绒革命后的捷克与斯洛伐克，多数以共产党领导人的名字命名的广场和街道已被撤换，但斯沃博达的命名则被保留下来。